# Asplenium funckii
Asplenium funckii är en svartbräkenväxtart som beskrevs av Fée. Asplenium funckii ingår i släktet Asplenium och familjen Aspleniaceae. Inga underarter finns listade.